# Muhammad XII. (Granada)

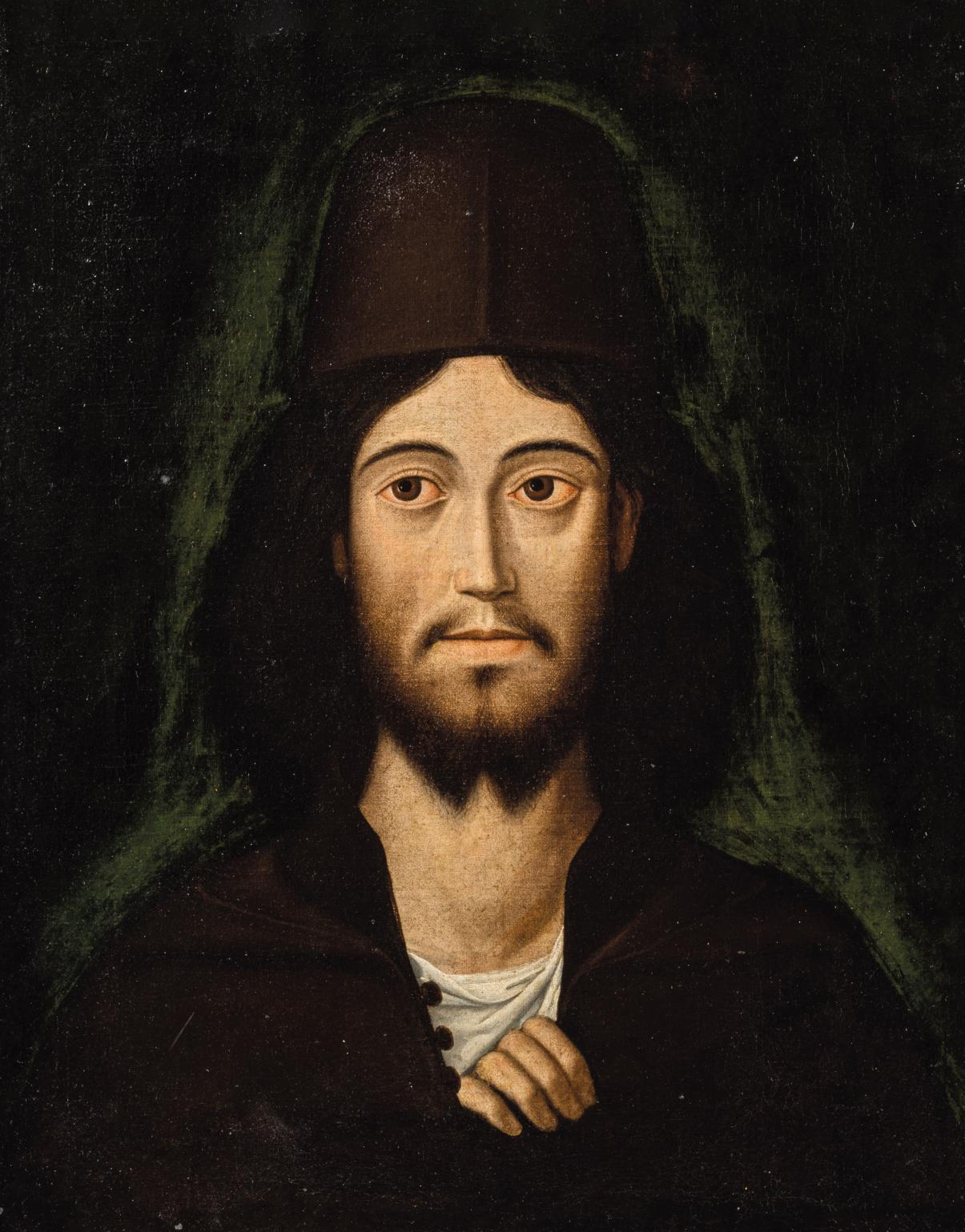
Muhammad XII.,

Muhammad XII. Abu Abdallah (arabisch أبو عبد الله محمد الثاني عشر, DMG Abū ʿAbdi-llāh Muḥammad aṯ-ṯānī ʿašar, maghrebinische Kurzform: بو عبدالله, DMG Bū ʿAbdil [lāh]; geboren um 1459 in Granada; gestorben 1518, 1533 oder 1536 in Fès), bei den christlichen Spaniern seiner Zeit als Boabdil bekannt, auch genannt el chico, „der Junge“ oder الزغبي, DMG az-Zuġbī ‚der Unglückliche‘, war von 1482 bis 1483 und von 1485 bis 1492 Emir von Granada.

## Leben
Muhammad kam erstmals 1482 auf den Thron von Granada, als er mit Hilfe der Abencerrajes seinen Vater Abu l-Hasan Ali, genannt Muley Hacén (1464–1482), stürzte. Damals stand das Emirat bereits seit Jahrzehnten unter christlicher Oberherrschaft, da die Maurenherrscher dem Königreich Kastilien tributpflichtig geworden waren. Trotz dieser Vasallenrolle kam es aufgrund der finanziellen Belastung und der religiösen Differenzen immer wieder zu kriegerischen Auseinandersetzungen.

### Herrschaft

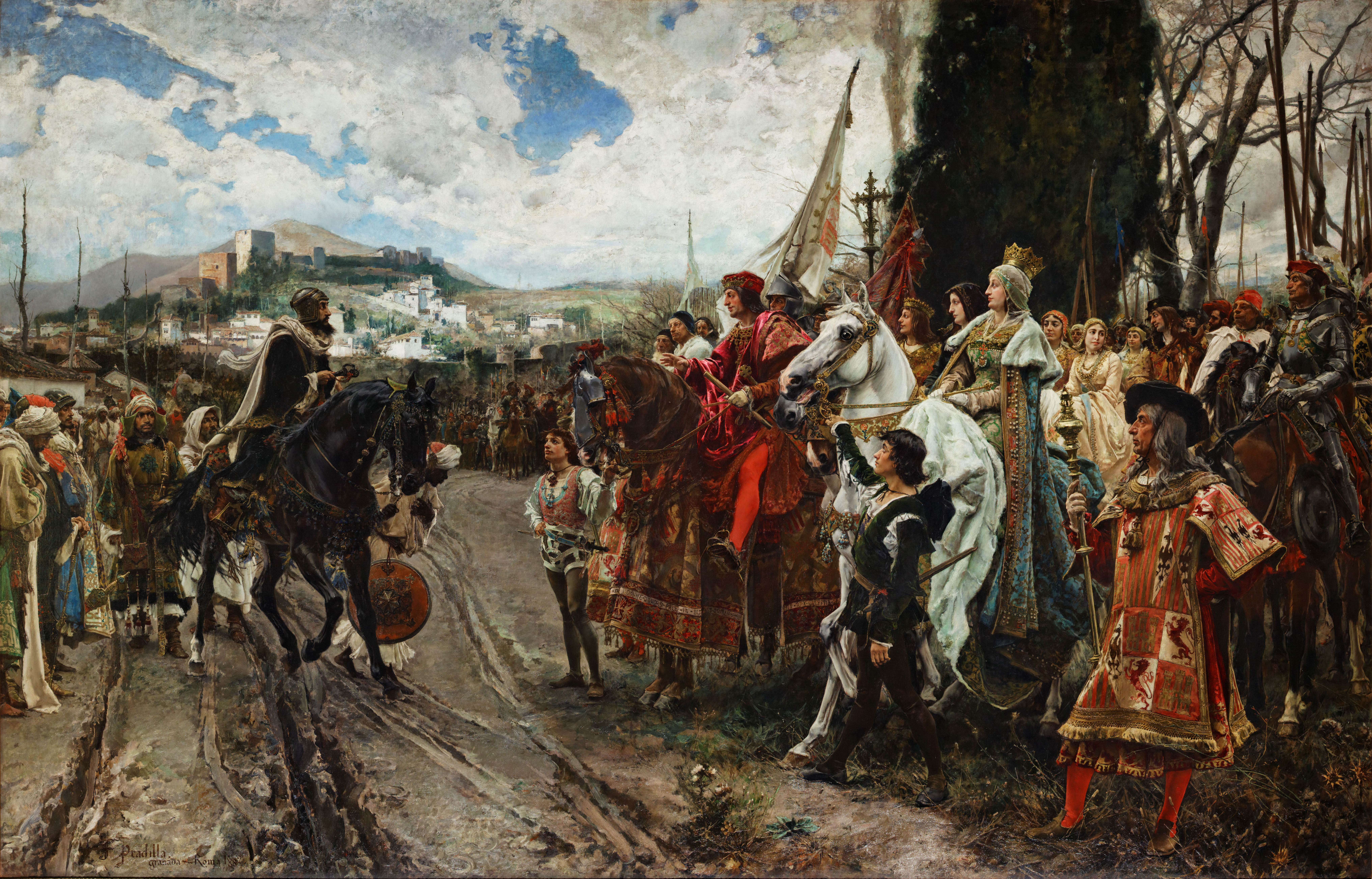
Muhammad XII. begegnet Isabella I. von Kastilien und Ferdinand II. von Aragón, Historienbild von Francisco Pradilla y Ortiz (1882)

Auch Konflikte innerhalb der Dynastie der Nasriden trugen zur instabilen Situation des Emirats bei: Abu l-Hasan Alis christliche Konkubine Isabel de Solís, auch Soraya genannt, versuchte ihre Söhne als Nachfolger durchzusetzen, stieß damit aber auf den Widerstand seiner Hauptfrau Aisha al-Horra, die ihren Sohn Boabdil nach Kräften unterstützte. Allerdings geriet Muhammad XII. schon 1483 in Gefangenschaft, als er bei Lucena von den Spaniern besiegt wurde. Immerhin konnte er nach dem Tod seines Vaters (1485) die Freilassung aus der Gefangenschaft gegen erhebliche Zugeständnisse an Kastilien erreichen. Er etablierte sich in Guadix, was faktisch eine Zweiteilung des Emirats von Granada bedeutete. Nach zwei zwischenzeitlich neu ernannten Herrschern (seinem Vater sowie dessen als Muhammad XIII. „al Zagal“ gezählten Bruder) konnte er erneut die Herrschaft erringen, doch war seine Macht weiter umstritten. Obwohl spanische Truppen systematisch die Festungen der Nasriden eroberten, dauerte der Bürgerkrieg unter den Muslimen weiter an, da sein Onkel Muhammad al-Zagal (XIII.) mit den Abencerrajes weiterhin die Herrschaft in Granada beanspruchte.
Unter diesen Umständen war eine erfolgreiche Verteidigung nicht denkbar. Nachdem 1487 Málaga von den Spaniern erobert worden war, wurden die Osmanen um Hilfe gebeten. Die ließen durch Korsaren zwar die spanischen Küstengebiete angreifen, konnten den Nasriden aber nicht wirksam beistehen. Nachdem 1489 Almería gefallen war, begann 1491 die Belagerung von Granada durch die spanischen Truppen. Am 25. November 1491 kapitulierte Muhammad XII. im Vertrag von Granada und übergab am 2. Januar 1492 Granada den Katholischen Königen Isabella von Kastilien und Ferdinand von Aragón. Mit der Eroberung Granadas durch die Christen fiel nach über siebenhundert Jahren auch die letzte muslimische Bastion auf der Iberischen Halbinsel.

### Exil
Muhammad XII./Boabdil lebte noch bis 1494 auf den ihm von den Spaniern in den Alpujarras zugewiesenen Gütern, bis er sich nach Fès in Marokko zurückzog und dort unter den Schutz des Wattasidensultans stellte. Mit seinem Exil aus Spanien setzen die zeitgenössischen Berichte über ihn aus; Nachrichten über seine letzten Lebensjahre sind nur postum zu erfahren. Der arabische Chronist al-Maqqari schreibt, er habe 1628 mit Nachfahren von Boabdil gesprochen, die in Fès in großem Elend lebten. Sie hätten berichtet, Boabdil sei 1518 oder 1533 gestorben. Demgegenüber berichtet der spanische Chronist Luis del Mármol Carvajal in seiner Descripción general de Africa (1573), Boabdil sei während eines Feldzugs für den marokkanischen Sultan Abu l-Abbas Ahmad in der Schlacht von Abu Aqba gefallen, die auf 1536 datiert wird.

## Nachleben
Südlich von Granada liegt eine Passhöhe, die El suspiro del moro (Der Seufzer des Mauren) genannt wird. Von hier aus soll Boabdil einen letzten Blick auf Granada geworfen und beim Anblick der nun für immer für ihn verlorenen Alhambra Tränen vergossen haben. Seine kämpferische Mutter habe ihn gescholten, er solle nicht wie ein Weib betrauern, was er zuvor nicht wie ein Mann habe verteidigen können. Diese Legende wurde mehrfach literarisch verarbeitet, zuletzt 1996 in Salman Rushdies Roman Des Mauren letzter Seufzer. Im 19. Jahrhundert veröffentlichte Heinrich Heine in seinem Spätwerk „Romanzero“ die Ballade „Der Mohrenkönig“, in der eine Konkubine Boabdils ihn gegen seine Mutter in Schutz nimmt:
| […] „Nicht allein der Triumphator, Nicht allein der sieggekrönte Günstling jener blinden Göttin, Auch der blut’ge Sohn des Unglücks, | Auch der heldenmüt’ge Kämpfer, Der dem ungeheuren Schicksal Unterlag, wird ewig leben In der Menschen Angedenken.“ […] | Nimmer wird sein Ruhm verhallen, Ehe nicht die letzte Saite Schnarrend losspringt von der letzten Andalusischen Gitarre. |

### Rezeption
Belletristik
- Ben van Eysselsteijn: Der König im Frauenturm. (orig. De Poort der Genade. 1964). Historischer Roman. König, München 1973, ISBN 3-8082-0059-6.
- Antonio Gala: Die Handschrift von Granada. (orig. El manuscrito carmesí. 1990). Piper, München 1996, ISBN 3-492-22295-1.
- Eberhard Cyran: Abend über der Alhambra. Albatros, Düsseldorf 2006, ISBN 3-491-96171-8.
- Tanja Kinkel: Mondlaub. Goldmann, München 2003, ISBN 3-442-45654-1.
- Lea Korte: Die Maurin. Droemer/Knaur, München 2010, ISBN 978-3-426-50230-3.
- Washington Irving: Erzählungen von der Alhambra. Miguel Sanchez, Editor. Marqués de Mondéjar, 44 - Granada, 1986, ISBN 84-7169-005-5

Lyrik
- Heinrich Heine: Der Mohrenkönig (1851) auf Textlog

Musik
- Giuseppe Balducci: Boabdil – Re di Granata. Opera Seria in zwei Akten. Erste Privataufführung in Neapel im März 1827, öffentliche Uraufführung in Bad Wildbad am 7. Juli 2007 in der Regie von Kay Link.
- Moritz Moszkowski: Boabdil, der letzte Maurenkönig. Oper (1892).
- Pepe Habichuela: Boabdil (Bulerías) vom Album A mandeli (1983).
- Miguel Ríos: Boabdil el Chico (1986).